# توماس أور
توماس أور (بالإنجليزية: Thomas Orr)‏ هو لاعب كرة قدم بريطاني في مركز الهجوم، ولد في 13 مارس 1997 في ليفينغستون في المملكة المتحدة. لعب مع نادي ستيرلينغشير الشرقية ونادي غرينوك مورتون.

## وصلات خارجية
- توماس أور على موقع قاعدة بيانات كرة القدم.إي يو (الإنجليزية)
- توماس أور على موقع قاعدة بيانات كرة القدم.إي يو (الإنجليزية)
- توماس أور على موقع Soccerbase.com (لاعب) (الإنجليزية)